# Miskolczi Henrik
Miskolczi Henrik, 1880-ig Weiszmann Ármin Henrik, névváltozat: Miskolczy (Miskolc, 1859. október 27. – Budapest, Erzsébetváros, 1918. december 25.) színész, majd hírlapíró.

## Életútja, munkássága
Weiszman Márk és Braun Rozália fiaként született. Szülővárosában járt iskolába az ágostai evangélikus és református gimnáziumban. 1879-ben Latabár Dezsőnél lett színész és bevándorolta ezen társulattal egész Magyarországot. Más forrás szerint Miklósy Gyula társulatánál lépett színpadra Fehérffy néven. Működött még Kolozsvárott, Aradon, 1880–81-ben, Kecskeméten. 1880-ban igazgatásba fogott Törökbecsén. 1886-ban Weiszman családi nevét Miskolczira változtatta. 1885 tavaszán szüleivel kivándorolt New Yorkba és 1887-ig szerkesztette az Amerikai Nemzetőr-t. Azután ismét hazajött és 1892. húsvét első napján újból igazgató lett Désen. 1894 márciusáig Székelyudvarhelyen működött. Ezután a Népszínház tagja, majd a Képes Családi Lapok főmunkatársa lett. A Hétfői Lapok, Magyar Zenészek Lapja, Magyar Kiállítási Közlöny, Telefon, Vasárnapi Lapok, Nemzetközi Művészeti Szemle, Vasárnap és Illustrált Lapokat is szerkesztette. Írt igen sok színházi cikket a fővárosi lapok részére. Írt regényt is a színházi életből. Halálát érelmeszesedés okozta. Felesége Reich Mária (1872–1936) volt.
A következő eredeti és fordított regényei jelentek meg: Tisztító tűzben, Szerelemért halálba, Bálványimádók, Kalvaria útján, Csillagos lobogó alatt, Csintalan történetek (Luczifor álnév alatt), Jack, Királyok számüzetésben, A szerelem vértanúi (a Kis Ujságban) és Öröm és bánat emlékei, melyek különböző lapokban és különnyomatban jelentek meg.
Szerkesztette a Színházi Évkönyvet (Arad, 1881. Ebben tőle: Naplótöredék, Velencze 1879. jún. 10. beszély és rajz); a Színészeti Évkönyvet (Kecskemét 1882); az Erdélyi Írók és művészek Almanachját. Kolozsvár, 1892. (Fekete Bélával együtt; ebben van arcképe és névaláírása és egy beszélykéje); szerkesztett még Kecskeméten is egy színházi Almanachot.
Színművei közül: Kézfogó (Feld városligeti színkörében 1889-ben), Kicsike, dramolette (Miskolcon 1885-ben s még több helyt, így Ungvárt) és A kis bóbitás (Győrött 1900-ban) kerültek színre.
Elbeszéléseket, rajzokat írt a Borsodmegyei Lapokba (Különleges útikaland); a Szabolcsmegyei Közlönybe (1880), a Színészek Lapjába (1886. Az amerikai színházakról); a Vasárnapi Ujságba (1889. Nyilvános parkok New-Yorkban); a Képes Családi Lapokba (1889–90. rajzok, 1891–94. Összetört szivek, regény, Fény a sötétségben, regény, elb. és rajzok, 1895. Egy leány a vérpadon, regény, magyarosítva s elb.); a Fővárosi Lapokba (1889. 141. sz. A tengerentúli magyarokról); a Szegedi Hiradóba (1891–92. Az őrnagy szerencséje, regény, James Payn után angolból), az Egyetértés, Szabad Szó, Budapest és Kis Ujság c. lapokba. Elbeszéléseinek java része az Erdélyi Híradóban jelent meg. A Vasárnapi Lapokban (egy fordított regénye Huszár Miklós álnév alatt).

## Álnevei
Mihályi Hugó (a Fővárosi Lapokban s az Erdélyi Híradóban) Huszár Miklós (egy-két ford. regényeinél), Fehér Árpád és Milden Harriet. 

## Művei
- Öröm és bánat. Elbeszélések, rajzok. Budapest, 1885
- Igaz szerelem. Eredeti regény. Kiadja a Képes Családi Lapok. Budapest, 1890
- A Yankeek országából. Amerikai történetek. Budapest, 1891
- Humbug! … Amerikai történetek. Bevezeti Küry Klára. Budapest, 1894
- A felsült szerelmesek, vígjáték 1 felvonásban. Írta Plouvier Ede, ford. Budapest, 1894 (Műkedvelők Színműtára és Monologok gyűjteménye I.)
- A villám. Víg dialog. Irta Marguerita, ford. Budapest, 1884 (Műkedv. Sz. II.).
- A földön maradt angyal. Színmű 1 felvonásban. Budapest, 1894 (Műkedv. Színműtára III.)
- Egy fényképész a ki nem fotografál. Életkép 1 felvonásban. Írta Manchecourt, ford. Budapest, 1894 (Műkedv. Sz. IV.)
- A földön maradt angyal. Színmű 1 felvonásban. Budapest, 1894 (Műkedv. Színműtára III.)
- Gyors eljegyzés, vígjáték 1 felvonásban. írta Payn James, ford. Budapest, 1894 (Műk. Sz. V.).
- Fény a sötétségben. Regény Képes Családi Lapok Kiadóhivatala, Budapest, 1895
- A letétbe helyezett csók. Monolog nők számára. Budapest, 1896 (Műk. Sz. X.)
- A doktor kisasszony. Monolog nők számára. Budapest, 1896 (Műk. Sz. XIII.)
- A glóriás kisasszony, Fáklya Szakkönyvkiadó Vállalat, Budapest, 1918

## Működési adatai
1880–81: Mosonyi Károly; 1881–82: Jakab Lajos; 1882: Hegyi; 1883–84: Gerőffy Andor; 1884. nyár: Kárpáthy György; 1885: Debrecen; 1889: Miklósy Gyula; 1901–02: Szilágyi Béla.
Igazgatóként: 1888: Tiszabecse; 1892: Dés, Szamosújvár, Félegyháza, Nagyenyed.